# ヒューベルト・ハウプト
ヒューベルト・ハウプト（Hubert Haupt、1969年4月30日 - ）は、ドイツ・ミュンヘン出身のレーシングドライバーおよび実業家。

## 経歴
カートを始め、1989年までカートレースで活躍。翌年ツーリングカーに転向。旧ドイツツーリングカー選手権に出場する。
1993年は渡米してインディ・ライツに出場。翌年、ドイツに戻ってポルシェ・カレラカップとポルシェ・スーパーカップに参加し、年間ランキングでカレラ カップで9位、スーパーカップで7位となる。4年後の1999年にはFIA GT選手権とアメリカン・ル・マンシリーズに出場。デイトナ24時間レースではクラス優勝も獲得し、総合でも7位であった。
2000年度は、FIA GT選手権でウォルガング・カウフマンと共にユーロスピードウェイ・ラウジッツで優勝も果たす。また、2001年は新しくなったドイツツーリングカー選手権にも参戦した。その後はフランスGT選手権に出場した他、ドバイ、ニュルブルクリンク、スパ・フランコルシャンなどで行われる耐久レースで活躍した他、チームオーナーとしても活躍。2021年のドイツツーリングカーではマクシミリアン・ゲッツと共にシリーズチャンピオンを獲得した。
現在は地元ミュンヘンで不動産業を経営行っている。